# 陳偉成
陳偉成（洋名：Avis，1982年5月17日—）台灣藝人錢柏渝及香港藝人周秀娜、尹蓁晞的前男友，於香港擁有3間髮型屋，2間健身室，男模特兒，Wow fitness 籃球隊成員。2012年參演電影《喜爱夜蒲2》，與女星陳靜儀有大膽演出。

## 電影作品
- 2012 喜愛夜蒲2

## 電視作品
- 2014 亞洲先生形態指導
- 2014 《行運秘笈》(有線電視)

## 時裝展
- 2012 Timberland 「地球守護者」2012秋冬時裝匯
- 2011 PONY 2011 Cat Walk Show

## 廣告
- 2014 Wow Fitness 代言人
- 2013 LSnP 喜愛起泡 Hair Wash Party

## 雜誌專訪
- 2014 《MR Health》八月號雜誌封面先生

## 外部連結
- Avis Chan 陳偉成的Facebook專頁
- 陳偉成的Instagram帳戶
- 陳偉成的新浪微博